# Radbourne Racing
Radbourne Racing (Wimbledon) Limited ist ein britisches Unternehmen und ehemaliger Hersteller von Automobilen.

## Unternehmensgeschichte
Lincoln Small (* Januar 1944) gründete Radbourne Racing im September 1965 in Isleworth. John Millett unterstützte ihn. Sie importierten Fahrzeuge von Abarth. 1966 zogen sie nach Holland Park und vertrieben auch Fahrzeuge von Fiat. Das Unternehmen war außerdem im Tuningbereich und Rennsport aktiv. Einer der Manager wurde 1968 im Fiat-Werk in Turin auf ungebrauchte Karosserien aufmerksam und kaufte sie. So begann die Automobilproduktion unter dem Markennamen Radbourne. 1971 endete die Produktion. Ebenso endete 1971 der Abarth-Import. Am 19. Oktober 1977 wurde Radbourne in eine Aktiengesellschaft (PLC) umgewandelt. Aktuell firmiert das Unternehmen als Radbourne Racing (Wimbledon) Limited unter Leitung von Honor Small, John Millett, Lincoln Small und Michael Small in Esher.

## Fahrzeuge
Das einzige Modell war der Abarth 1300 GT. Bei den aufgekauften Karosserien handelte es sich um Coupé-Karosserien von Abarth, die für Simca-Basis vorgesehen waren. Radbourne verwendete das Fahrgestell vom Simca 1000 sowie Radaufhängungen vom Fiat 124. Der Motor kam ebenfalls vom Fiat 124. Der Vierzylindermotor leistete 75 PS aus 1280 cm³ Hubraum und ermöglichte eine Höchstgeschwindigkeit von 160 km/h. Von den etwa 30 Karosserien waren etliche nicht mehr zu gebrauchen, sodass nur 12 Fahrzeuge entstanden.